# Камышловка (Кемеровская область)
Камышловка — деревня в Тяжинском районе Кемеровской области. Входит в состав Преображенского сельского поселения.

## География
Центральная часть населённого пункта расположена на высоте 208 метров над уровнем моря.

## Население
По данным Всероссийской переписи населения 2010 года, в деревне Камышловка проживает 49 человек (22 мужчины, 27 женщин).